# Jari Kaarela
Jari Pekka Kaarela (Finnország, Tampere, 1958. augusztus 8. –) finn profi jégkorongozó kapus.

## Karrier
Karrierjét a finn másodosztályban kezdte 1978-ban ahol két idényt játszott a SaPKo Savonlinna csapatában. 1980-ban átkerült az USA-ba a CHL-es Fort Worth Texans csapatába. Még ebben az idényben felkerült az NHL-es Colorado Rockies csapatába de csak öt mérkőzésen lépett jégre és a statisztikái katasztrofálisak voltak. A szezon végén még lekerült a CHL-es Indianapolis Checkersbe két mérkőzés erejéig. A következő idényt az IHL-es Muskegon Mohawksban kezdte majd a Fort Worth Texansba küldték. 1982-ben visszatért hazája bajnokságába Kiekkoreipas Lahtiba. A következő szezont a Karpat Ouluban töltötte. Két idényt töltött a HIFK Helsinkiben majd lekerült a harmadosztályba a LaKi Vantaaba. Itt is két szezont töltött majd az 1988-89 nem játszott végül 1990-ben a harmadosztályból a Vantaa HT-ból vonult vissza.